# Kapråka
Kapråka (Corvus capensis) är en fågel i familjen kråkfåglar inom ordningen tättingar.

## Utseende och läte
Kapråkan är en helsvart kråkfågel med ovanlig slank näbb. Jämfört med huskråkan saknar den grått på hals och bröst. Vanligaste lätet är en typiskt grovt kraxande, men även varierande raspiga och bubblande ljud kan också höras. 

## Utbredning och systematik
Trots namnet förekommer kapkråkan i stora delar av Afrika, från Sudan till Sydafrika. Den delas in i två underarter med följande utbredning:
- Corvus capensis capensis – förekommer från Angola, Zambia och Zimbabwe till Sydafrika
- Corvus capensis kordofanensis – förekommer från Sudan, Eritrea och Somalia till Kenya, Uganda och Tanzania

## Levnadssätt
Kapråkan hittas i en rad olika öppna miljöer, som öknar, torr savann, bergsbelägna gräsmarker och odlingsbygd. Den ses vanligen i par eller småflockar och födosöker genom att promenera på marken.

## Status och hot
Arten har ett stort utbredningsområde och tros öka i antal. Internationella naturvårdsunionen IUCN listar den därför som livskraftig (LC).